# Sandrine Papin
Pour les articles homonymes, voir Papin.
 (février 2009).
Si vous disposez d'ouvrages ou d'articles de référence ou si vous connaissez des sites web de qualité traitant du thème abordé ici, merci de compléter l'article en donnant les références utiles à sa vérifiabilité et en les liant à la section « Notes et références ».
Sandrine Papin est une journaliste travaillant à France 3 Aquitaine, et originaire de la Somme (département), dans les Hauts-de-France. Elle présente les journaux régionaux sur France 3 Aquitaine.

## Carrière de journaliste
Sandrine Papin débute à Radio France en Picardie puis intègre rapidement France 3 Picardie.
Pendant quelques années sur Paris, elle travaille à France 2 dans la rédaction dédiée aux sports mais aussi à Télématin pour présenter la chronique des sports.
Parallèlement elle travaille à l'équipe TV pour présenter les éditions du journal.
Enfin, elle part sur Bordeaux où elle est appelée à présenter le 18h40, le rendez-vous de la fin de journée, puis le 19/20 et le 12/13 sur France 3 Aquitaine.

## Filmographie
- 2012 : Lili David, téléfilm de Christophe Barraud : Présentatrice TV